# Yele
Yele é uma cidade da Serra Leoa.